# 釈霊一
釈 霊一（しゃく れいいつ、727年 - 762年）は、中国唐代の僧・詩人。俗姓は呉。

## 略歴
剡中（現在の浙江省紹興市嵊州市）の出身。一説に広陵郡の人。9歳のとき出家し、杭州の宜豊寺、揚州の慶雲寺などの住職をし、杭州の竜興寺で没した。山水を愛し、浙東・浙西の名山や名刹は、ことごとく訪れたという。朱放らと親交はあった。

## 詩人として
現在、『霊一詩集』一巻が残っている。作品に、「僧院」（七言絶句）がある。
| 僧院           |                                                 |
| 虎渓閑月引相過 | 虎渓（こけい）の閑月（かんげつ） 引いて相過ぎ   |
| 帯雪松枝掛薜蘿 | 雪を帯ぶる松枝（しょうし） 薜蘿（へいら）を掛く |
| 無限青山行欲尽 | 無限青山行欲尽                                  |
| 白雲深処老僧多 | 白雲深き処 老僧多し                             |